# Igreja Evangélica Presbiteriana da Ucrânia
A Igreja Evangélica Presbiteriana da Ucrânia (IEPU) - em ucraniano Євангельська пресвітеріанська церква України - é uma denominação protestante reformada na Ucrânia, formada a partir do trabalho de missionários da Igreja Presbiteriana na América..

## História

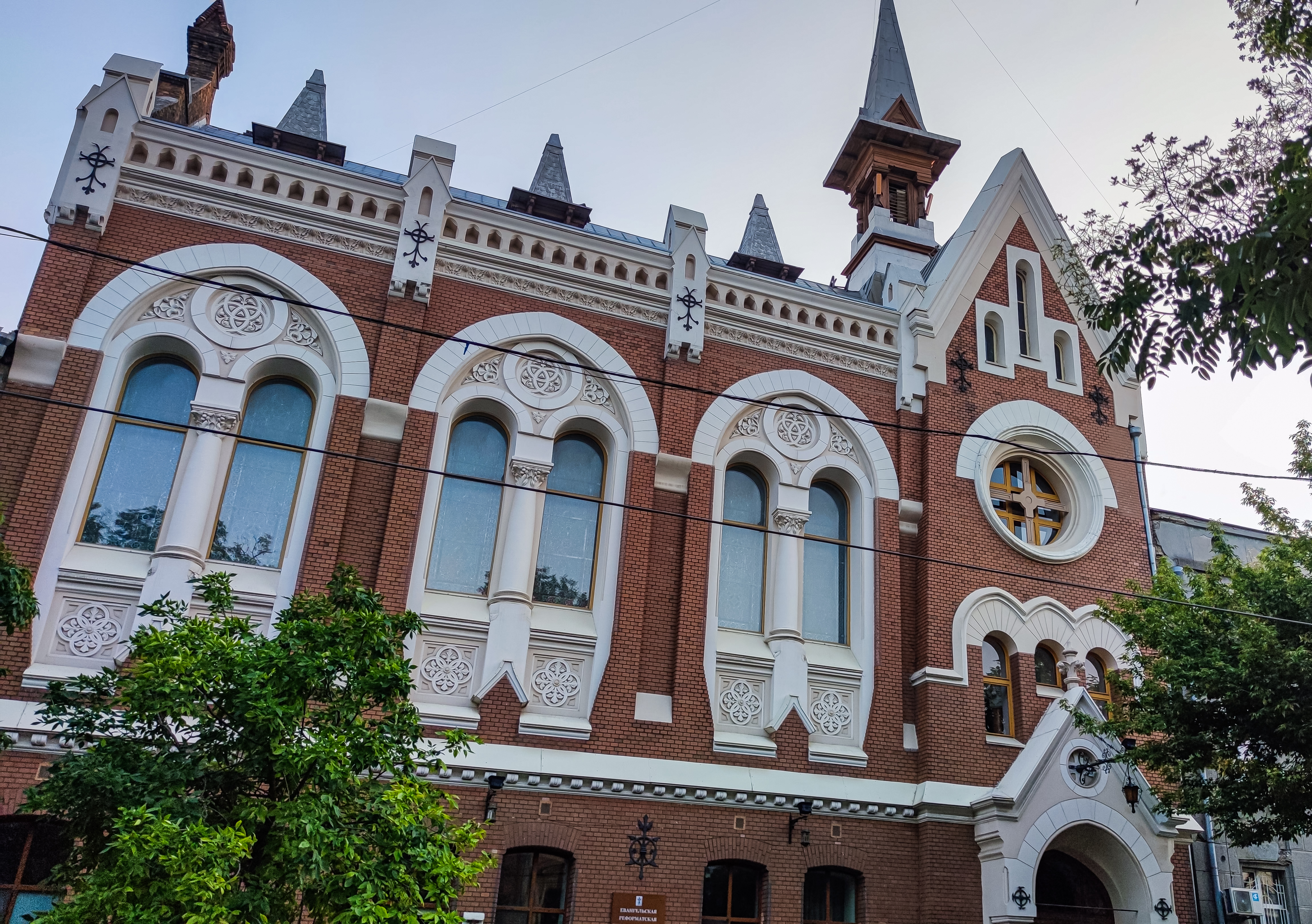
Igreja Reformada em Odessa.

A Fé Reformada chegou a Ucrânia desde o Século XVI, tendo se espalhado por todo o território que formaria o República das Duas Nações. A região com a maior concentração de reformados até a Primeira Guerra Mundial foi a Transcarpátia, que anteriormente pertencia a Áustria-Hungria. Todavia, após a formação da União Soviética, a liberdade religiosa foi severamente restrita no território ucrianiano.
A partir de 1993, missionários da Missão Para o Mundo, a agência missionário da Igreja Presbiteriana na América começaram um trabalho de plantação de igrejas. Odessa foi uma a primeira cidade na qual os missionários se instalaram e a primeira na qual foi estabelecida uma igreja presbiteriana depois de 1994. Posteriormente, outras igrejas foram plantadas em Kiev, Lviv e Kherson.
Em 16 de abril de 2008, foi formalmente organizado o Presbitério Ucraniano, com 12 igrejas. Desde então, os pastores ucranianos tem toda a autoridade sobre a denominação.
Em fevereiro de 2023 a denominação relatou ter 725 membros, em 13 igrejas e congregações.

## Seminário
Em 2001 a IEPU e a Igreja Evangélica Reformada Ucraniana, outra denominação reformada no país, formaram a e União das Igrejas Evangélicas Reformadas da Ucrânia (UIERU), reconhecida pelo governo em Outubro de 2001. Em que pese as denominações anteriores continuem existindo de forma independente, esta união realiza reuniões conjuntas anualmente. No mesmo ano de sua fundação, a UIERU deu início ao Seminário Evangélico Reformado. Desde então, o seminário tem servido para formar os pastores de ambas as denominações.

## Doutrina
Como denominação presbiteriana, a IEPU subscreve a Confissão de Fé de Westminster, Catecismo Maior de Westminster e Breve Catecismo de Westminster, Credo Niceno-Constantinopolitano, Credo dos Apóstolos, como padrões doutrinários, embora também considere o Catecismo de Heidelberg, Cânones de Dort e Confissão Belga (Padrões da Unidade) como exposições fieis das doutrinas bíblicas.